# Mitakeumi Hisashi
Mitakeumi Hisashi (japanisch 御嶽海 久司, geboren am 25. Dezember 1992 als Hisashi Omichi (大道 久司, Ōmichi Hisashi)) ist ein professioneller japanischer Sumōringer aus Agematsu, Nagano. Er debütierte im März 2015 als Profi und noch im selben Jahr in der höchsten Makuuchi-Division. Er gewann bis Anfang 2022 drei Mal die Meisterschaft und kämpft aktuell im Rang eines Maegashira.

## Kampfstatistik
| Jahr | Januar Hatsu basho, Tokyo  | März Haru basho, Osaka       | Mai Natsu basho, Tokyo                  | Juli Nagoya basho, Nagoya    | September Aki basho, Tokyo | November Kyūshū basho, Fukuoka |
| --- | -------------------------- | ---------------------------- | --------------------------------------- | ---------------------------- | -------------------------- | ------------------------------ |
| 2015 | x                          | Makushita tsukedashi #10 6–1 | Ost Makushita #3 6–1                    | West Jūryō #12 11–4 Champion | West Jūryō #5 12–3         | West Maegashira #11 8–7        |
| 2016 | West Maegashira #10 5–8–2  | West Maegashira #13 10–5     | West Maegashira #8 11–4 F               | Ost Maegashira #1 5–10       | West Maegashira #5 10–5    | Ost Komusubi #1 6–9            |
| 2017 | West Maegashira #1 11–4 T★ | Ost Komusubi #1 9–6          | Ost Komusubi #1 8–7 O                   | West Sekiwake #1 9–6 O       | Ost Sekiwake #1 8–7        | Ost Sekiwake #1 9–6            |
| 2018 | Ost Sekiwake #1 8–7        | Ost Sekiwake #1 7–8          | Ost Komusubi #1 9–6                     | West Sekiwake #1 13–2 OT     | Ost Sekiwake #1 9–6        | Ost Sekiwake #1 7–8            |
| 2019 | West Komusubi #1 8–4–3 O   | Ost Komusubi #1 7–8          | West Komusubi #1 9–6                    | Ost Sekiwake #1 9–6          | Ost Sekiwake #1 12–3–P O   | Ost Sekiwake #1 6–9            |
| 2020 | West Maegashira #2 7–8     | West Maegashira #3 10–5      | West Sekiwake #1 Turnier abgesagt 0–0–0 | West Sekiwake #1 11–4 O      | West Sekiwake #1 8–7       | Ost Sekiwake #1 7–8            |
| 2021 | West Komusubi #1 9–6       | West Komusubi #1 8–7         | Ost Komusubi #1 10–5                    | West Sekiwake #1 8–7         | Ost Sekiwake #1 9–6        | Ost Sekiwake #1 11–4           |
| 2022 | Ost Sekiwake #1 13–2 T     | West Ōzeki #2 11–4           | Ost Ōzeki #1 6–9                        | West Ōzeki #1 2–5–8          | West Ōzeki #2 4–11         | West Sekiwake #2 6–9           |
| 2023 | Ost Maegashira #2 7–8      | Ost Maegashira #3 4–11       | West Maegashira #6 9–6                  | West Maegashira #2 3–12      | Ost Maegashira #11 9–6     | West Maegashira #9 8–7         |
| 2024 | Ost Maegashira #9 6–9      | West Maegashira #10 9–6      | West Maegashira #7 8–7                  | West Maegashira #2 7–8       | Ost Maegashira #3 4–11     | West Maegashira #7 –           |
| Kampfstatistik angegeben als Sieg-Niederlage-Abwesenheit Top Division Champion Top Division Zweitplatzierter Ruhestand Untere Divisionen Sanshō Schlüssel: F=Fighting Spirit; O=Outstanding Performance; T=Technique Price Zusätzlich: ★=Kinboshi; P=Playoff Divisionen: Makuuchi — Jūryō — Makushita — Sandanme — Jonidan — Jonokuchi Makuuchi Ränge: Yokozuna — Ōzeki — Sekiwake — Komusubi — Maegashira |                            |                              |                                         |                              |                            |                                |